# کودو شیگه‌میتسو
کودو شیگه‌میتسو ((به ژاپنی: 工藤 茂光, Kudō Shigemitsu); نامشخص – ۱۱۸۰) سامورایی، گوزوکو در دوره هی‌آن اهل ژاپن بود.